# Medinilla hayatana
Medinilla hayatana är en tvåhjärtbladig växtart som beskrevs av Hsüan Keng. Medinilla hayatana ingår i släktet Medinilla och familjen Melastomataceae. Inga underarter finns listade i Catalogue of Life.